# 梅普爾里弗鎮區 (密歇根州)
梅普爾里弗鎮區（英語：Maple River Township）是位於美國密歇根州埃米特縣的一個行政鎮區。

## 地方資料
梅普爾里弗鎮區的面積為91.90平方千米，當中陸地面積為91.50平方千米，而水域面積為0.40平方千米。根據2020年美國人口普查的數據，當地共有人口1295人，而人口密度為每平方千米14.09人。